# Filmzene
A filmzene a film képsorait kísérő muzsika; a film megnézése által keltett élmény szerves része. Nevezik a film harmadik dimenziójának is. Feladata elsődlegesen a szereplők érzelmeinek, az általuk megélt események hatásainak közvetítése. Tágabb értelemben a film végén vagy a filmben elhangzó különféle betétdalok is beleérthetők a fogalomba, szűkebb értelmezésben csak a képeket kísérő, leggyakrabban szimfonikus és szöveges énekhang nélküli zenét értjük alatta.

## Története

### Némafilm
A némafilm-vetítéseket szinte kivétel nélkül élőzene, kezdetben leginkább zongoraszó kísérte. A hangszer a világ első filmbemutatójáról sem hiányzott, melyet a Lumière fivérek rendeztek Párizsban, 1895-ben. A zenének a kezdetektől nélkülözhetetlen szerepe volt; megteremtette azt a különleges légkört, melyből a nézők a szereplők által megélt érzelmekre tudtak következtetni. (A legkoraibb filmvetítések idején a zene azonban egy sokkal prózaibb feladatot is ellátott: elfedte a vetítőgép hangos zörejeit.) Gyakran előfordult, hogy a filmforgatás során is jelen voltak zenészek, hogy játékukkal hasonló hatást érjenek el. A moziknak általában saját zongoristájuk volt. Az 1910-es évek közepétől a nagyvárosi filmszínházak már inkább orgonistákat vagy akár egész zenekart foglalkoztattak. A mozikba esetenként hatalmas, külön erre a célra tervezett orgonák kerültek, melyekkel zenekari hangzásokat lehetett utánozni, és az ütőhangszerek szerepét is betöltötték – akár a vágtató lovak vagy a tomboló vihar hanghatásait is elő lehetett állítani velük.
A legkoraibb némafilmek zenéjét a vetítéskor improvizálták, vagy már létező klasszikus és színházi zenedarabokból állították össze. S ha az orgonista vagy a zongorista használt is megírt kottát, az improvizáció továbbra is szerves része maradt a korabeli filmek zenéjének. Az orgonista például akkor is alkalmazhatta a „vágtató ló”-hatást a megfelelő képsorokhoz, ha az nem volt szigorúan előírva a számára. Az 1910-es évek közepétől aztán egyre gyakoribbá vált, hogy a filmek „saját” zenét kaptak. A rendezők rájöttek, hogy a különféle, a filmhez tulajdonképpen nem is kapcsolódó zenedarabok játszása elvonja a közönség figyelmét a képekről. Egyre több „zenei kézikönyv” látott napvilágot, melyekben előre kidolgozott stílusokat és motívumokat jegyeztek le a különböző témák, mint például természet, nemzet és társadalom, boldogság, félelmetes éj bemutatásához. A filmek így egyfajta „konzerv”-zenét kaptak, mely azonban már jóval szervesebb része lett a képsoroknak, mint a klasszikus darabok.
A filmzeneszerzés történetében mérföldkőnek számít D. W. Griffith Egy nemzet születése című, 1915-ben elkészült filmje, melyhez Joseph Carl Breil írt teljesen eredeti zenét. Ezután a nagy költségvetésű filmek már jórészt így, a képsorokhoz komponált, egyedi muzsikával kerültek a filmszínházba.
A némafilmek fénykorában a filmszínházak foglalkoztatták a legtöbb zenészt (legalábbis az Egyesült Államokban), a nagy gazdasági világválság (1929-33), és ezzel egyidőben a hangosfilm megjelenése azonban jelentősen megtizedelte a mozikban dolgozó muzsikusok számát.
Egyes országokban egyéb módokon is teremtettek hangot a némafilmekhez. Brazíliában ebben az időszakban elterjedtek voltak az úgynevezett fitas cantatas – olyan operett-filmek, melyeknek a vásznon futó képsoraihoz a háttérben álló énekesek adták a hangjukat. Japánban a filmeket nem csupán élőzene kísérte, hanem jelen volt a benshi is, vagyis narrátor, aki közvetítette a film eseményeit, és „szinkronhangja” volt a szereplőknek. A benshi a japán némafilmek központi alakjává vált, és később a külföldi (elsősorban amerikai) filmek tolmácsolásában is segédkezett. Népszerűségüknek volt köszönhető, hogy Japánban még az 1930-as években is sok némafilmet játszottak a mozik.
Nagyon kevés filmzene maradt fenn ebből az időből, és a zenetörténészeknek nem kis fejtörést okoz a rekonstruálásuk. Az ekkori filmzenéket megkülönböztethetjük aszerint, hogy már meglévő darabokból állították-e össze, az adott film képsoraihoz írták-e, vagy éppen improvizálták. A némafilmek megzenésítésének témája az 1960-as, ’70-es években igencsak kikerült az érdeklődés középpontjából. A némafilmekről ekkortájt inkább azt gondolták, hogy az a néző számára pusztán képi élményt hivatott jelenteni, melyet nem helyes zenével megzavarni. (Talán az is magyarázattal szolgálhat erre az érvelésre, hogy a némafilmek másolatai mellett fennmaradt zenei részletek eléggé rossz hangminőségűek voltak.) Manapság azonban a némafilmek hangszerelése iránti érdeklődés újraéledni látszik, akár olyan módon, hogy korabeli darabokból újra összeállítják a zenét, akár teljesen újat írnak. Ebből a szempontból vízválasztó volt Francis Ford Coppola cselekedete, amikor 1980-ban felújította Abel Gance 1927-es Napóleon című filmjét az édesapja, Carmine Coppola által komponált és élőben előadott zenével.

### 1920-as évek
1925-26-ban az Egyesült Államokban a Warner Bros. által kifejlesztett ún. Vitaphone rendszer forradalmasította a filmgyártást. 1925 és 1931 között a hangot és a zenét (gyakran a párbeszédeket is) fonográf segítségével vették fel, és a képsorokhoz szinkronizálva játszották le. Az ezzel a technikával készített filmek általában egy- vagy kéttekercses vígjátékok voltak. Az első egész estés, Vitaphone technikával elkészült, de még párbeszédek nélküli film (melyben a zenét és a hangeffekteket nagyméretű, viaszos lemezeken rögzítették), az 1926-os Don Huan volt.
A Warner Bros. sikerére válaszul a Fox Film Corporation 1926-ban előállt a Movietone technikával, mely már képes volt a hangot magára a filmszalagra rögzíteni. A kép és a hang szinkronizálása ezzel a módszerrel sokkal egyszerűbb volt, így a Vitaphone technológia hamarosan háttérbe szorult. Az első egész estés film, melyben a Movietone rendszert használták, az 1927-ben bemutatott Napfelkelte című darab volt.
1927-ben a Warner hangstúdiót épített, és még ugyanebben az évben, 1927. október 6-án bemutatták A dzsesszénekes című filmet, melyben egyszerre szerepeltek a hangeffektek, a zene és a párbeszéd. Az 1920-as évek végére az amerikai mozik 40%-a volt képes hangosfilmet is vetíteni. Ebben az időszakban igen népszerűek voltak a musicalfilmek, mint például az 1929-es The Broadway Melody. A korszak filmzeneszerzői leggyakrabban az Egyesült Államokba Európából bevándorolt művészek voltak, akik klasszikus zenét tanultak.

### A mozi aranykora (1933-1956)
Az 1930-as években a rendezők még jobbára úgy gondolták, hogy a filmhez társuló zenének jól meghatározott oka kell legyen. Amikor például egy városi parkban játszódó szerelmes jelenet képsorai futottak, s a hangulatot hegedűszóló fejezte ki, a hegedűs a képkockákon is megjelent, pedig semmi köze nem volt a jelenethez. Mindezek ellenére az operákhoz hasonlóan az ekkor készült filmekben általában folyamatosan szólt a zene, melynek megkomponálása már csak a szükségesen hatalmas terjedelem miatt sem volt egyszerű. Egy-egy film zenéjén több alkotó közösen dolgozott; a felhasznált témákat általában az éppen népszerű zenei stílus már meglévő repertoárjából merítve. S ahogy a technika fejlődésével a filmek előállítása egyre gyorsabb ütemű lett, a zene megírására gyakran nem jutott elegendő idő, így a komponisták még inkább kénytelenek voltak a bevett szokásokra, formulákra és klisékre támaszkodni.
A filmzeneszerzés világából nem maradt ki Charlie Chaplin sem (A kölyök, 1921; Aranyláz, 1925; Nagyvárosi fények, 1931; A diktátor, 1940 – ez utóbbi Chaplin első hangosfilmje volt).
A korszakban Amerikában igen népszerűek voltak a dalok, és a populáris zene és a klasszikus zene még nem feltétlenül zárták ki egymást. Filmzenéket és a filmekhez dalokat olyan zeneszerzők is komponáltak, mint Irving Berlin, George Gershwin, Cole Porter, Richard Rodgers. Az egyik legnagyobb hatású zeneszerző Wolfgang Korngold volt; egész jeleneteket átívelő, (ún. „faltól falig”) hatalmas, összetett hangzásvilágú zenéket írt, mely a wagneri operákhoz hasonló érzelmi hatásokat váltott ki. Olyan filmeket zenésített meg, mint például az 1935-ös Captain Blood, az 1938-as The Adventures of Robin Hood, az 1940-es The Seahawk, vagy az 1946-os Of Human Bondage.
Korngold munkássága nyilván nem volt elhanyagolható abban, ahogyan az 1940-es évektől kezdve a filmzene szerepének értelmezése megváltozott. Míg korábban pusztán másodlagos, a képsoroknak alárendelt tényezőként kezelték, ettől az időszaktól kezdve egyre inkább vált lényegi elemmé, a képekkel és a párbeszédekkel egyenrangúvá, a film érzelemvilágának meghatározójává. Ebben a folyamatban Korngold mellett úttörő szerepe volt Orson Welles 1941-ben elkészült Aranypolgár című filmjének is, melynek zenéjét Bernard Herrmann komponálta.
Érdekesség, hogy az „ízig-vérig” amerikai westernfilmek zenei hangulatát európai (orosz, lengyel, gyakorta zsidó) származású művészek teremtették meg, akik valamilyen okból hazájukat elhagyni kényszerültek. Műveikben felismerhető a klezmer zene hatása ugyanúgy, mint Rimszkij-Korszakov, Glazunov és Prokofjev befolyása. Közéjük tartozott Aaron Copland is, aki az 1949-es The Heiress című film zenéjéért Oscar-díjat kapott, valamint a háromszoros Oscar-díjas, 1937 és 1982 között alkotó Rózsa Miklós, olyan filmekkel, mint az 1951-es Quo vadis, az 1959-es Ben-Hur, vagy az 1961-es El Cid. S ebben az időszakban tette meg első lépéseit a filmzene világában John Williams vagy Elmer Bernstein, akiket a mai közönség a legnagyobbak között tart számon.

### Az 1960-as évektől napjainkig

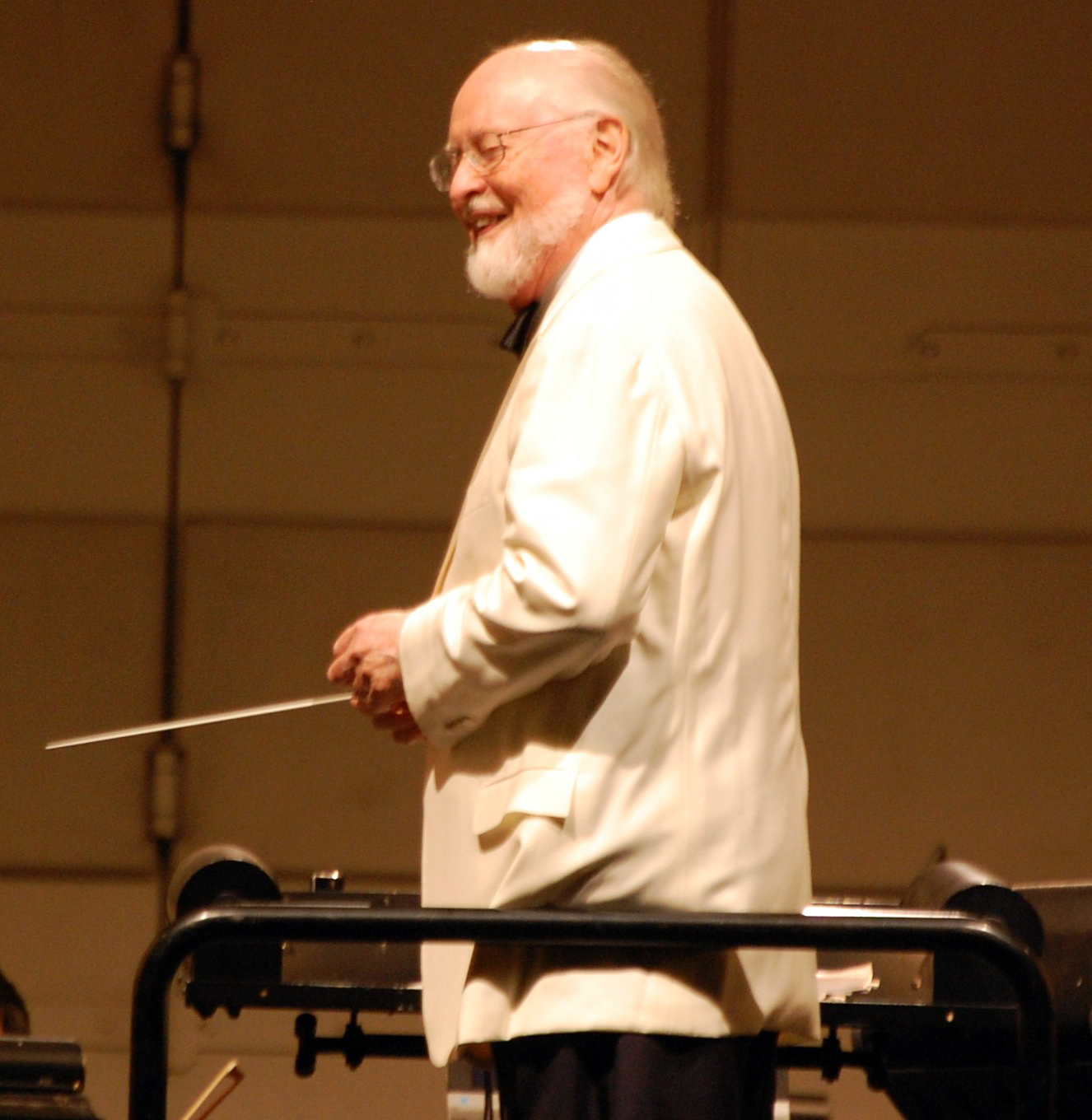
John Williams, az egyik leghíresebb kortárs filmzeneszerző vezényel

Már a második világháború után terjedőben volt, hogy a filmekben kevesebb zene szóljon, az is jóval szerényebb hangszereléssel, mint az addig megszokott. Az amerikai filmzeneszerzést ekkortájt erős olasz és francia behatások érték. A művészek a klasszikus zeneszerzési technikákat a vidék Amerikájának zenei elemeivel ötvözték, sajátos stílust alakítva ki ezáltal. Alex North az 1951-es A Streetcar Named Desire című filmhez írt zenéje például az elsők között van, melyek a New Orleans-i jazz világából merítenek.
1961-ben egy ifjú jazz-zongorista, Henry Mancini nyerte el az Oscar-díjat az Álom luxuskivitelben című filmhez írt zenéjéért, mely lendületes, vidám dallamaival, merész hangszerelésével szinte forradalmasította Hollywood filmzeneszerzési irányelveit. A korai hatvanas években Ennio Morricone spagettiwestern-filmzenéi már fordulatot jeleznek: egyre inkább Hollywood kezdett befolyással lenni Európára; Maurice Jarre (Arábiai Lawrence, 1962), Tony Richardson (Tom Jones, 1963), Michel Legrande (Cherbourgi esernyők, 1964) és Nino Rota (A Keresztapa, 1972) pedig megteremtették a filmzene olykor igen gazdag, olykor klisékkel teletűzdelt, de mindig az érzelmi katarzis felé törekedő, nemzetközi stílusát.
Újabb forradalmat jelentett a filmzene világában az analóg szintetizátorok megjelenése az 1970-es évek végén, melyekkel akár helyettesíteni lehetett az egész zenekart. Az úttörő szerepet ezen a téren Vangelis töltötte be, akinek az 1981-es Tűzszekerek című filmhez írt zenéjét jutalmazta aranyszoborral az amerikai Filmakadémia.
Napjainkban a filmzenére ugyanúgy hatással vannak a legkülönbözőbb zenei stílusok és irányzatok, mint ahogy részt vállalnak belőle kortárs klasszikus zeneszerzők, mint például Elliot Goldenthal vagy Philip Glass. A digitális hangtechnika fejlődésével a zeneszerzők már akár teljes egészében számítógépen dolgozhatnak. A wagneri vezérmotívum öröksége a mai filmzenékben is tovább él; a fontos szereplőknek, eseményeknek gyakran saját dallamuk van, mely a film zenéjében számtalanszor ismétlődhet, variálódhat. A filmzenék terjedelme meglehetősen széles skálán mozog, kezdve az olyan filmektől, melyekben alig szól bármiféle muzsika, egészen azokig, melyeket szinte teljes egészében kitölt a zene.

### Magyar filmzene
Magyarországon 1929. szeptember 20-án mutatta be a Forum Mozi az első hangosfilmet, mely Az éneklő bolond címet viselte, és még nem magyar gyártású film volt. 1930. május 12-én volt látható először Gaál Béla Csak egy kislány van a világon című filmje, melyet Movietone felvevőgép segítségével hangosítottak, és a közönség elsősorban magyar nótákat hallhatott a képsorokhoz. A Hunnia Filmgyár 1931-ben már alkalmas volt hangfelvétel készítésére, s 1931. szeptember 25-én bemutathatta A kék bálvány című filmet, mely az első teljesen magyar gyártású hangosfilm volt. Nem igazán aratott átütő sikert, de az ezt követő, Csortos Gyula, Kabos Gyula és Jávor Pál főszereplésével készült Hyppolit, a lakáj már annál inkább. A film zenéjét és mai napig jól ismert dalait (Köszönöm, hogy imádott, Pá, kis aranyom) Eisemann Mihály szerezte. A Hyppolit, a lakáj a magyar polgári komédia alaphangnemét adta meg, és nagymértékben hatással volt a rá következő időszak magyar filmzenéjére.
A második világháború alatt és az azt követő években a politika a magyar filmkészítésre is igen nagy befolyást gyakorolt. A kor legtermékenyebb filmzeneszerzői közé tartozik Buday Dénes, aki ismert és elismert operettszerző is volt, s olyan filmekből ismerhetjük, mint Egy szív megáll (1942), Kalotaszegi Madonna (1943), Valahol Európában (1947). Polgár Tibor neve szerepel többek között A tanítónő (1945), az Ének a búzamezőkről (1947), a Beszterce ostroma (1948), a Rokonok (1954) című filmek stáblistáján. Farkas Ferenc sokrétű munkássága is magában foglalt számos filmzenét, ezen filmek többsége az 1950-es, 1960-as években készült (A harag napja, 1953; Simon Menyhért születése, 1954; Csutak és a szürke ló, 1960; Két félidő a pokolban, 1961; A kőszívű ember fiai, 1965). Az 1960-as évektől a magyar kultúrpolitika enyhülést mutatott, s már engedélyezték a szókimondóbb, társadalomkritikus filmek bemutatását is.
Az 1980-as évek underground zenei mozgalmai a mozira is nagy hatást gyakoroltak. Víg Mihály neve mindenképp kiemelendő ebből a korszakból, aki elsősorban Tarr Béla filmjeihez szolgáltatta a muzsikát (Őszi almanach, 1983; Kárhozat, 1987; Sátántangó, 1993), és olyan kiváló munkák is a nevéhez fűződnek, mint az Eszkimó asszony fázik (1983), Rock térítő (1988), vagy az Ex-kódex (1983). Vidovszky László nevét a Bódy Gábor rendezte klasszisok stáblistáján látjuk (A krétakör, 1978; Nárcisz és Psyché, 1980; Kutya éji dala, 1983); Bujdosó János kortárs műveit leginkább Angelo Badalamenti zenei világával lehet összevetni. A Halott imitátor, a Tiszta Románc és Az ifjúság megnyugtat című filmekhez írt zenéi nem annyira a kereskedelmi szempontoknak kívánnak megfelelni, inkább eredetiségre és minőségre törekednek.
Sok magyar film zenéjét szerezte Fényes Szabolcs, Gonda János, Vukán György, Presser Gábor stb., rajzfilmsorozatok gyakori zeneszerzője volt Pethő Zsolt.

## Modern film zene nélkül
Bár napjainkban mind a dokumentum-, mind a játékfilmek legnagyobb része tartalmaz valamilyen háttérmuzsikát, ritka esetekben a rendezők eltekinthetnek ettől. Ez történt a franciaországi karthauzi szerzeteseket bemutató A nagy csend című Philip Gröning-féle dokumentumfilm esetén. A rendező a szereplők kérésére nem alkalmazott a film során háttérzenét, így a film zenéjét bizonyos tekintetben a címben is jelzett szokatlan csend helyettesítette.

## Filmzene készítés

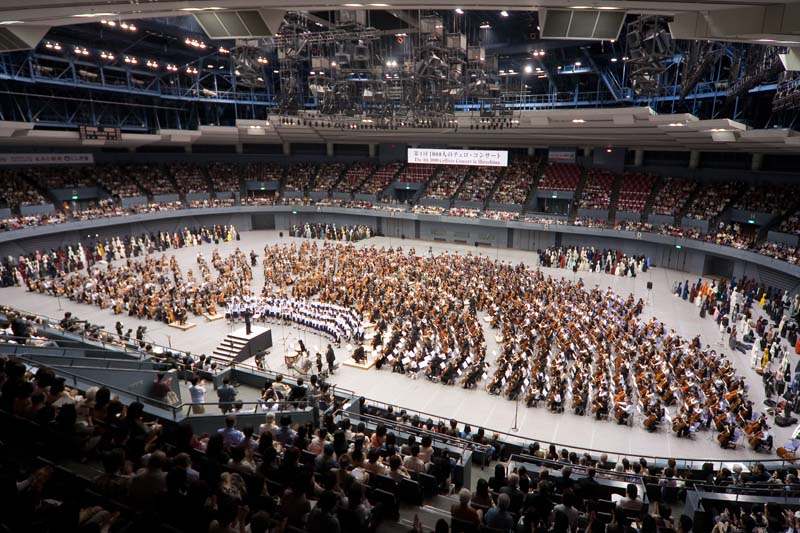
Egy nagyobb filmzene felvételéhez kolosszális zenekar lehet szükséges

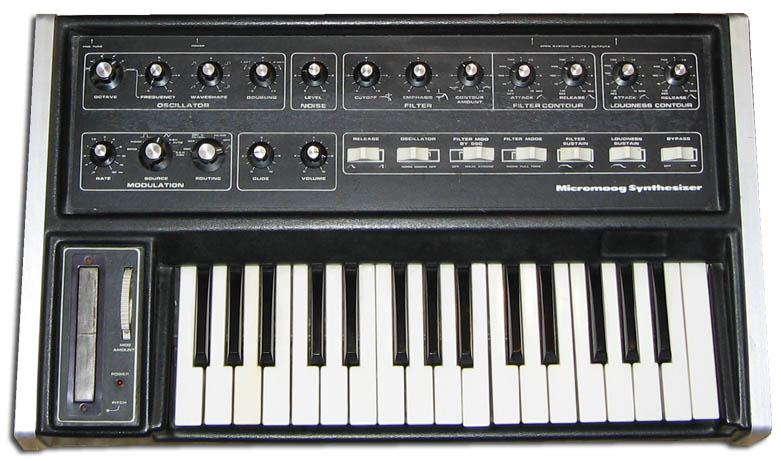
A zenekar pótlására használható szintetizátor

Rózsa Miklóstól származik az a megállapítás, miszerint „az első és legfontosabb a filmes szakmában egy komoly zeneszerző számára az, hogy megtanuljon stopperórával komponálni.” A filmzeneszerzés folyamata leggyakrabban akkor kezdődik, amikor a film már összeállt, a vágások teljesen (vagy majdnem teljesen) készen vannak. A rendező ekkor a készülő filmet (egyes esetekben magát a forgatókönyvet is) a zeneszerző rendelkezésére bocsátja, aki megkezdi a témák és motívumok kidolgozását. Egyes rendezők nagyban rábízzák a filmzenét a komponista elképzeléseire, mások a zeneszerzés folyamatában aktívabban részt vesznek, és igyekeznek közös nevezőre juttatni a saját elképzeléseiket a zeneszerzőéivel.
A mai modern technika lehetővé teszi, hogy a komponista a készülő szerzeményből rövid, „demó” verziókat mutathasson be a rendezőnek MIDI-állományok formájában, még azelőtt, hogy (általában szimfonikus zenekar segítségével) a filmzenét véglegesen rögzítenék.
Elterjedt az ún. temp score alkalmazása is: ez azt jelenti, hogy a készülő filmhez már meglévő zenék részleteit illesztik mintegy próbaképpen. Nem minden zeneszerző alkalmazza szívesen a temp score-t, mert előfordulhat, hogy a rendezőnek úgymond „túlságosan is megtetszik”, és ahhoz nagyban hasonló művet vár el a komponistától.
A jelenetek újravágása általában megnehezíti a komponista dolgát, mivel előfordulhat, hogy a zene egy-egy szakaszát teljes egészében újra kell írnia. (Jóval ritkábban ugyan, de létezhet az is, hogy a dolog éppen fordítva történik: a rendező a képsorokat vágja meg úgy, hogy pontosan illeszkedjenek a már előre megírt zenéhez.)
A filmzeneszerzők műveik hangszereléséhez általában igénybe veszik mások segítségét – a hangszerelőknek nem feladatuk új zenét írni, csupán a komponista által felvázolt zenei elképzeléseket adaptálni az egyes hangszerekhez. A hangszerelők alkalmazásának egyik oka lehet az időhiány – gyakran előfordul, hogy a film felvételei vagy a vágások csúsznak az eredeti elképzelésekhez képest, de a tervezett bemutatót nem akarják elhalasztani; ekkor a zeneszerzőre hárul, hogy „behozza” a lemaradást.
A legtöbb nagy költségvetésű film zenéje szimfonikus zenekarra íródik, de a szintetizátorok manapság már sosem hiányozhatnak – s még inkább igaz ez a kis költségvetésű filmekre, melyek keretébe nem fér bele egy egész zenekar alkalmazása. A zeneszerzők többsége maga vezényli a művét a felvételek elkészítésekor. A film képsorai a zenekar háta mögötti vetítővásznon peregnek; a karmester ezt nyomon követve vezényli a művet, hogy az pontosan illeszkedjen az eltervezett helyre. A vezénylést segítheti az ún. click track alkalmazása, mely lényegében a metronóm funkcióját tölti be.

## Díjak

### Oscar-díj
Az amerikai Filmművészeti és Filmtudományi Akadémia 1929-ben alapította az Oscar-díjat; ennek 1934 óta van Legjobb filmzene és Legjobb betétdal kategóriája is. Előbbit egyes években különválasztottak dráma és komédia/musical alkategóriákra.

### Golden Globe-díj
A Golden Globe (Arany Glóbusz)-díjat, mely az Oscar-díjat követi a rangsorban, 1944-ben alapította a Hollywoodban dolgozó külföldi újságírók szervezete; a filmzenéket 1948, a betétdalokat 1962 óta díjazzák. Gyakorta előfordul, hogy ugyanaz a filmzene nyeri el a Golden Globe- és az Oscar-díjat is

### Grammy-díj
Szintén egy amerikai szervezet, a National Academy of Recording Arts and Sciences ítéli oda a Gramophone-díjat, népszerűbb nevén a Grammyt. Az 1958-ban alapított elismerésnek 1960 óta van filmzenei kategóriája is (a legjobb betétdalt 1988 óta tüntetik ki vele). A díj az Oscarral ellentétben mindig jobban követte az éppen divatos irányvonalakat, és kevéssé foglalkozik a zene filmben betöltött szerepével; magát a filmzenealbumot értékeli.

### Szaturnusz-díj
A sci-fi-, horror- és fantasyfilmekre szakosodott Szaturnusz-díjat 1972-ben alapította meg a Dr. Donald A. Reed vezette Academy of Science Fiction, Fantasy & Horror Films nevű, akkor még nonprofit szervezet. 1975-től díjazzák a fenti kategóriákba besorolható filmek zenéit, és jelöltjeik listája éppen e szakosodás miatt élesen eltér az Oscar- vagy a Golden Globe-jelöltekétől. A filmzenei Szaturnusz-díj így kifejezetten hiánypótló szereppel is bír az e műfajban tevékenykedő művészek számára. Az első években a filmzenei elismerést mint életműdíjat adták át Bernard Herrmann-nek, Rózsa Miklósnak és David Raksinnak.

### BAFTA-díj
A Brit Filmakadémia által 1947-ben alapított BAFTA-díjnak 1969 óta van filmzenei kategóriája; 1981 óta pedig a legjobb tévéfilm-zenét is díjazzák.

### Satellite Award
A Nemzetközi Sajtószövetség (angol rövidítéssel IPA) díja a Satellite Award, melyet 1996 óta osztanak ki a filmzenék és a betétdalok között.

## Filmzene-kiadók
A legnagyobb piaci részesedéssel rendelkező kiadók, a SonyBMG, az EMI, a Warner Music Group és a Decca Records mellett számos, kisebb kaliberű kiadó is foglalkozik filmzenék megjelentetésével; leginkább olyan területekre specializálódva, mely az óriásvállalatoknak elkerüli a figyelmét.

### Intrada Records
A kiadó főleg a régi filmzenék megjelentetésével, valamint a különleges kiadványokkal foglalkozik. Három kiemelkedő sorozat fűződik a nevükhöz: az Excalibur Collection, melyben a már klasszikusnak számító szerzemények újra feljátszott változatai jelennek meg; a Special Collection a korábban kiadatlan műveket tartalmazza, a Signature Editions kategóriájába pedig olyan albumok tartoznak, melyek a szerzőjük által dedikálva juthatnak el a közönséghez. (Az e kollekciókban megjelenő albumokat limitált példányszámban adják ki.)

### Varése Sarabande
Az 1978-ban alapított cég az egyik legnagyobb és legismertebb filmzenei kiadó; kínálatában számos különleges gyűjtemény megtalálható, a mozi aranykorának filmzenéitől kezdve egészen a kortárs szerzeményekig. A Deluxe Edition című sorozata a már kereskedelmi forgalomban nem kapható, esetleg csak bakeliten elérhető albumok bővített változatait tartalmazza; a Soundtrack Club sorozatba pedig a korábban feledésbe merült, vagy egyes évfordulók alkalmából megjelentetett kiadványok kerülnek. (A Deluxe Edition darabjai általában nagy példányszámban jelennek meg, míg a Soundtrack Club tagjai 1000-3000 darabos kiadások.)

### La-La Land Records
A 2002-ben létrejött kiadó ismert szerzők valamilyen oknál fogva háttérbe szorult műveit jelenteti meg. Igen nagy hangsúlyt fektetnek arra, hogy valóban minőségi kiadványokat értékesítsenek; értve ezalatt mind a zeneanyag hangminőségét, mind a CD-lemezek borítóinak megjelenését.

### New Line Records
A kiadó az 1967-ben alapított New Line Cinema filmstúdió leányvállalata. Ma már nem kizárólagosan filmzenéket jelentet meg; repertoárja kibővült az indie rock műfajba tartozó szerzeményekkel is.

### Hollywood Records
A Walt Disney Company tulajdonában lévő cég a filmzenék közül elsősorban a Disney, vagy a Disney tulajdonában lévő egyéb stúdiók filmjeihez készült műveket jelenteti meg.

### Film Score Monthly
A cég 1990-ben alakult, s kezdetben nyomtatott filmzenei magazin volt, mely ma internetes formában létezik. Filmzenék kiadásával 1998 óta foglalkoznak, leginkább a mozi aranykorának muzsikáira koncentrálva.

## Filmzeneszerzők
A teljesség igénye nélkül.

### Némafilm
- Joseph Carl Breil
- Charlie Chaplin

### 1920-as évek és a mozi hőskora
- Aaron Copland
- Hugo Friedhofer
- Ernest Gold
- Bernard Herrmann
- Wolfgang Korngold
- Al Newman
- Alex North
- David Raksin
- Rózsa Miklós
- Dimitrij Tiomkin
- Franz Waxman
- Victor Young

### Az 1960-as évektől napjainkig
| - Craig Armstrong - A.R.Rahman - David Arnold - Luís Enríquez Bacalov - Angelo Badalamenti - Klaus Badelt - John Barry - Tyler Bates - Christophe Beck - Marco Beltrami - Charles Bernstein - Elmer Bernstein - Howard Blake - Terence Blanchard - Simon Boswell - Jon Brion - Bruce Broughton - Carter Burwell - Sean Callery - John Carpenter - Paul Chihara - George S. Clinton - Charlie Clouser - Bill Conti - Ry Cooder - Mychael Danna - Don Davis - John Debney - Georges Delerue - Alexandre Desplat - Pino Donaggio - Patrick Doyle - Anne Dudley - Clint Eastwood - Randy Edelman - Cliff Eidelman - Danny Elfman - Harold Faltermeyer - George Fenton - Brad Fiedel - Jerry Fielding - Robert Folk - Lisa Gerrard - Michael Giacchino - Philip Glass - Elliot Goldenthal - Jerry Goldsmith | - Ron Goodwin - Harry Gregson-Williams - Dave Grusin - Marvin Hamlisch - Fumio Hayasaka - Bernard Herrmann - Hiszaisi Dzsó - Lee Holdridge - James Horner - Akira Ifukube - Ilaiyaraaja - James Newton Howard - Alberto Iglesias - Mark Isham - Steve Jablonsky - Maurice Jarre - Carl Johnson - Quincy Jones - Trevor Jones - Jan A.P. Kaczmarek - Michael Kamen - Wojciech Kilar - Erich Wolfgang Korngold - David Lean - Michel Legrande - Sasa Losic - Mark Mancina - Henry Mancini - Christopher Maney - Clint Mansell - Dario Marianelli - Branford Marsalis - Joel McNeely - Alan Menken - Giorgio Moroder - Jerome Moross - Ennio Morricone - Ira Newborn - Alfred Newman - David Newman - Randy Newman - Thomas Newman - Jack Nitzsche - Alex North - Michael Nyman - Patrick O’Hearn - John Ottman | - Basil Poledouris - Rachel Portman - John Powell - Zbigniew Preisner - André Previn - Sergei Prokofiev - Peer Raben - Trevor Rabin - Graeme Revell - Tony Richardson - Leonard Rosenman - William Ross - Nino Rota - Arthur Rubinstein - Craig Safan - Ryuichi Sakamoto - Gustavo Santaolalla - Masaru Sato - Philippe Sarde - Lalo Schifrin - Gaili Schoen - Eric Serra - Marc Shaiman - George Shaw - David Shire - Howard Shore - Alan Silvestri - Samuel Sim - Max Steiner - Tangerine Dream - Dimitri Tiomkin - Brian Tyler - Vangelis - Shirley Walker - Stephen Warbeck - Franz Waxman - John Williams - Debbie Wiseman - Gabriel Yared - Christopher Young - Victor Young - Hans Zimmer |

### Magyar filmzeneszerzők
- Ábrahám Pál
- Ádám Jenő
- Buday Dénes
- Darvas Ferenc
- Eisemann Mihály
- Farkas Ferenc
- Fényes Szabolcs
- Hidas Frigyes
- Jeney Zoltán
- Koltay Gergely
- Patachich Iván
- Polgár Tibor
- Ránki György
- Rozsnyai Sándor
- Vidovszky László
- Víg Mihály

## Külső hivatkozások
- Filmzene.net (magyarul)
- Magyar filmtörténet (magyarul)
- Magyar filmzene
- Film Score Monthly(angolul)
- Filmtracks(angolul)
- MovieMusic.com (angolul)
- Fikción innen és túl. Diegetikus és nondiegetikus zene az európai filmekben (magyarul)
- Versailles Rock City. Anakronizmus a filmzenében (magyarul)
- Magyar filmzeneszerzők (magyarul)
- Patachich Iván: Filmhang, filmzene; NPI, Bp., 1973 (Filmamatőrök kiskönyvtára)
- Theodor Wiesengrund Adorno–Hanns Eisler: Filmzene; ford. Báti László; Zeneműkiadó, Bp., 1973
- Film+zene=filmzene? Írások a filmzenéről; szerk. Kenedi János; Zeneműkiadó, Bp., 1978
- Zofia Lissa: A filmzene esztétikája; ford. Réthy Ágnes; Magyar Filmtudományi Intézet és Filmarchívum, Bp., 1978 (Filmművészeti könyvtár)
- Kathryn Kalinak: Filmzene. Nagyon rövid bevezetés; ford. Rácz Judit; Rózsavölgyi, Bp., 2014 (Müpa könyvek)
- Nevezetes filmzenék I.
- Nevezetes filmzenék II.
- Nevezetes filmzenék III.